# Galerie Esther Woerdehoff
La Galerie Esther Woerdehoff est une galerie d'art photographique basée à Paris et à Genève.
Elle privilégie la photographie contemporaine tout en conservant une place aux œuvres photographiques classiques telles que celles d'Erwin Blumenfeld, d'Henri Cartier-Bresson ou de Mario Cravo Neto.
Depuis 2008, la galerie ouvre son programme à des talents émergents, tels que le suisse Fabian Unternährer ou la française Juliette Bates.
S'associant à des publications ou à des expositions comme le Prix HSBC pour la photographie, la galerie fournit également son aide aux musées et aux institutions culturelles dans la création d'expositions en France et en Europe.
Elle propose six à huit expositions par an et participe aux grandes foires d‘art internationales telle que Paris Photo.

## Histoire
Installée à Paris depuis 1996, la Galerie Esther Woerdehoff occupe un ancien atelier d'artiste sur cour où ont travaillé, entre autres, Camille Claudel et Brâncuși. Pendant la Seconde Guerre mondiale, la Résistance y avait installé une imprimerie clandestine.

## Photographes de la galerie

### Artistes
- Aassmaa Akhannouch
- Albarrán Cabrera
- Evgen Bavcar
- Gregor Beltzig
- Erwin Blumenfeld
- Édouard Boubat
- Marianne Breslauer
- René Burri
- Anne-Flore Cabanis
- Henri Cartier-Bresson
- Chervine
- Thierry Cohen
- Mario Cravo Neto
- Xavier Dauny
- Laurence Demaison
- Dinah Diwan
- Jérôme Dubois
- Elliott Erwitt
- Martin Essl
- FLORE
- Leonard Freed
- Andreas Fux
- Didier Goupy
- Michael von Graffenried
- René Groebli
- Léon Herschtritt
- Frank Horvat
- Iris Hutegger
- Monique Jacot
- Thomas Jorion
- Simone Kappeler
- Jens Knigge
- Youcef Krache
- Jason Langer
- Chema Madoz
- Inge Morath
- Isabel Muñoz
- Loan Nguyen
- Jacques Pugin
- PUTPUT
- Stephen Shames
- Peter Suschitzky
- Arthur Tress
- Christian Vogt
- Karlheinz Weinberger

## Foires
- Paris Photo, Paris, France
- Art Paris, Paris, France
- MENART Fair, Paris, France[1]
- photo basel, Bâle, Suisse
- Unseen Photo Fair, Amsterdam, Pays-Bas
- Photo London, Londres, Royaume-Uni[2]

## Expositions Paris
- 2022
  - Thomas Jorion, No Man's Time, 29.09 - 19.11.2022.
  - Kourtney Roy, Queen of Nowhere, 02.06 - 15.09.2022[3].
  - René Groebli, Perspectives, 24.02 - 07.05.2022[4].
- 2021
  - Exposition collective, Esprit Urbain, 28.10 - 18-12.2021.
  - Iris Hutegger et Xavier Dauny. Sur le fil du temps. 26.08 - 09.10.2021.
  - Prix HSBC pour la Photographie. Lauréats : Aassmaa Akhannouch et Cyrus Cornut. 25.05 - 24.06.2021[5].
  - Thierry Cohen. Cutting Edge. 17.03 - 24.04.2021.
  - Albarrán Cabrera. Very Subtle Light. 20.01 - 13.03.2021[6].
- 2020
  - Thomas Jorion. Veduta. 03.12 - 16.01.2021[7].
  - Didier Goupy - Jens Knigge. Matière primaire. 14.10 - 31.10.2020.
  - Prix HSBC pour la Photographie. Lauréates : Louise Honée et Charlotte Mano. 01.09 - 10.10.2020[8].
  - Éric Marrian. Carré Blanc. 01.07 - 01.08.2020[9].
  - Maia Flore. D'îles en lune. 12.03 - 18.04.2020.
  - Stephen Shames. Vintages 1969-1990. 29.01 - 07.03.2020[10].
- 2019
  - Albarrán Cabrera. Someone lived this. 24.10 - 21.12.2019.
  - Anne-Flore Cabanis. Installations, peintures, dessins. 05.09 - 19.10.2019.
  - Michael von Graffenried et Youcef Krache. Algeria - 91/19. 05.06 - 27.07.2019[11].
  - Chema Madoz. Oeuvres récentes. 26.04 - 29.05.2019.
  - Thomas Jorion. Veduta. 07.02 - 06.04.2019[12].
- 2018
  - Isabel Muñoz. L'anthropologie des sentiments / fragments. 25.10 - 21.12.2018[13].
  - Christian Vogt. The longer I look. 06.09 - 20.10.2018.
  - Skin deep. 07.06 - 14.07.2018.
  - Maia Flore. Au lieu de ce monde. 14.03 - 05.05.2018[14].
  - Gérard Musy. L'oeil fertile. 29.11 - 03.03.2018.
- 2017
  - Paysages photographiques : réinventer le réel. 24.10 - 25.11.2017.
  - Elene Usdin. Les Habitants. Peinture sur photographies. 21.06 - 13.07.2017.
  - Prix HSBC pour la Photographie. Lauréates : Laura Pannack et Mélanie Wenger. 13.05 - 10.06.2017.
  - Guillaume Martial. Footlights. 04.04 - 06.05.2017.
  - PUTPUT. Coffee for Oppenheim. 31.01 - 25.02.2017.
- 2016
  - Léon Herschtritt. A life for photography! 06.12 - 23.12.2016[15].
  - Thomas Jorion. Vestiges d'empire. 18.10 - 26.11.2016.
  - René Groebli. Nus. Martin Essl. Le Château Rouge. 01.09 - 08.10.2016.
  - Michael von Graffenried. Changing Rio. 22.06 - 13.07.2016.
  - Prix HSBC pour la Photographie. Lauréats : Christian Vium et Marta Zgierska. 11.05 - 16.06.2016.
  - Iris Hutegger. windstill. grün. 22.03 - 30.04.2016.
  - Chema Madoz. 26.01 - 12.03.2016.
- 2015
  - Marc Sommer et Laurence Demaison. 03.11 - 19.12.2015.
  - René Groebli. Early Works. 15.09 - 23.10.2015.
  - Prix Photographique PHPA. Lauréate : Aurore Dal Mas 02.09 - 12.09.2015.
  - Éric Bourret. Timescape. 15.06 - 18.07.2015.
  - Prix HSBC pour la Photographie. Lauréats : Maia Flore et Guillaume Martial. 12.05 - 06.06.2015.
  - Gail Albert Halaban. Out my Window, Vis à vis. Elene Usdin. Femmes d'intérieur. 31.03 - 02.05.2015.
  - Jacques Pugin. Les Cavaliers du Diable et Sacred Sites. 10.02 - 14.03.2015.
- 2014
  - Michael von Graffenried. Bierfest. 05.11 - 20.12.2014.
  - Gérard Musy. Kaléidoscope. 12.11 - 15.11.2014.
  - Drive In. 01.10 - 31.10.2014.
  - Prix Photographique PHPA. Lauréat : Gregor Beltzig. 03.09 - 27.09.2014.
  - Duane Michals / Arthur Tress / Juliette Bates. Fictions. 23.04 - 12.07.2014.
  - Chema Madoz. Oeuvres récentes. 12.02 - 05.04.2014.
- 2013
  - René Burri. Impossibles Réminiscences. 06.11 - 23.11.2013.
  - Simone Kappeler. Through America. Philippe Monsel. New York. 08.10 - 02.11.2013.
  - Prix Photographie PHPA. Lauréate : Daphné Rocou. 06.09 - 28.09.2013.
  - Christian Tagliavini. Carte. 23.05 - 12.07.2013.
  - Gérard Musy. Lustres et Lamées. 14.03 - 20.04.2013.
  - Laurence Demaison. Oeuvres récentes. 30.01 - 09.03.2013.
- 2012
  - Thierry Cohen. Villes éteintes. 08.11 - 22.12.2012.
  - Carolle Benitah. 04.10 - 03.11.2012.
  - Prix Photographique PHPA. Lauréate Charlotte Tanguy. 06.09 - 29.09.2012.
  - Frank Schramm. Le Concorde : Paris - New York. 23.05 - 14.07.2012.
  - Ursula Kraft et Michael Schnabel. Oeuvres récentes. 21.03 - 15.05.2012.
  - Karlheinz Weinberger. 11.02 - 13.03.2012.
  - Jason Langer et Philippe Calandre. 10.01 - 08.02.2012.
- 2011
  - Philippe Vermès. 20.10 - 23.12.2011.
  - Guillaume Herbaut, lauréat 2011 du Prix Nièpce. 04.10 - 18.10.2011.
  - Prix Photographique PHPA. Lauréate : Graziella Antonini. 15.09 - 30.09.2011.
  - René Burri et Angela Weyersberg. 03.05 - 16.07.2011.
  - Guillaume Amat. 07.04 - 30.04.2011.
  - Chema Madoz. Oeuvres récentes. 02.03 - 03.04.2011.
- 2010
  - Mario Cravo Neto. 21.10 - 24.12.2010.
  - Ursula Kraft. 22.09 - 16.10.2010.
  - Olivier Mériel. 26.05 - 03.07.2010.
  - Michael von Graffenried. 05.05 - 03.07.2010
  - Loan Nguyen. 04.03 - 30.04.2010
  - Jalal Sepehr. 09.12 - 27.02.2010
- 2009
  - Marianne Breslauer. 30.10 - 05.12.2009.
  - Sony World Photography Awards. Tour 2009. 14.10 - 24.10.2009.
  - Peter Suschitzky, John Goodman, Chris McCaw et Stéphanie Lacombe. 23.09 - 10.10.2009.
  - Stéphanie Lacombe, lauréate du Prix Nièpce. 25.08 - 21.09.2009.
  - Sabine Dehnel et Jordi Llorella. 02.04 - 16.05.2009.
  - Terriblement beau - Terriblement faux. 05.02 - 28.03.2009.
- 2008
  - Erwin Blumenfeld. 06.11 - 23.12.2008.
  - Michael von Graffenried. 25.09 - 29.11.2008.
  - Michael Schnabel. 25.09 - 31.10.2008.
  - Jürgen Nefzger, lauréat du Prix Nièpce. 03.09 - 20.09.2008.
  - Laurence Demaison. 07.05 - 19.07.2008.
  - Elliott Erwitt. 28.03 - 03.05.2008.
  - Sabine Dehnel. 08.02 - 22.03.2008.
- 2007
  - Magnum Photos. 25.10.2007 - 26.12.2008.
  - René Burri Clamor, Grito y Amor / Nikolas Tantsoukes. 05.09 - 20.10.2007.
  - Lillian Birnbaum. 06.06 - 14.07.2007.
  - Matthias Koch, Xavier Dauny et Michael Schnabel. 02.05 - 02.06.2007.
  - Signe Vad, Loan Nguyen, Maarit Hohteri et Carla van de Puttelaar. 22.03 - 28.04.2007.
  - Bestiarium. Exposition collective. 30.01 - 10.03.2007.
- 2006
  - Marina Gadonneix. 05.12 - 30.12.2006.
  - Mario A. 14.09 - 31.10.2006.
  - Laurence Demaison. 30.05 - 15.06.2006.
  - Gérard Macé. 09.05 - 27.05.2006.
  - Xavier Dauny. 06.04 - 06.05.2006.
  - Daniel Frasnay. 14.02 - 02.04.2006.
  - Michael von Graffenried. 02.01 - 02.02.2006.
- 2005
  - Chema Madoz. 27.10.2005 - 28.01.2006.
  - Loan Nguyen. 15.09 - 22.10.2005.
  - Faces cachées. 12.05 - 13.07.2005.
  - Pascal Loubet et Connie Imboden. 31.03 - 30.04.2005.
  - Antoine Petitprez. 10.02 - 26.03.2005.
- 2004
  - Louis Stettner. 29.12.2004 - 31.01.2005.
  - Götz Diergarten / Matthias Koch. 26.10 - 27.11.2004.
  - Mario A. Ma poupée japonaise. 23.09 - 23.10.2004.
  - Dinah Diwan. Signes crus, signes cuits. Clark & Pougnaud. 08.04 - 12.06.2004.
  - René Burri. 15.01 - 06.03.2004.
- 2003
  - Loan Nguyen, Claire de Virieu et Ariel Riuz I Altaba. 27.11 - 20.12.2003.
  - Leonard Freed. 09.10 - 22.11.2003.
  - Laurence Demaison. 24.04 - 31.05.2003.
  - Xavier Dauny. 27.02 - 05.04.2003.
- 2002
  - Monique Jacot, Olivier Mériel et Claude Dityvon. 05.12.2002 - 22.02.2003.
  - Inge Morath. 21.05 - 30.06.2002.
  - Götz Diergarten. 04.04 - 18.05.2002.
  - Mario Cravo Neto. 04.03 - 02.04.2002.
  - Andreas Müelle-Pohle. 08.01 - 09.02.2002.
  - Georges Dussaud.
  - Armyde Peignier et Flore Mérillon.
- 2001
  - Dorothée Selz et Marie-Jésus Diaz. 22.11 - 22.12.2001.
  - Olivier Mériel et Götz Diergarten. 07.06 - 07.07.2001.
  - Annemarie Schwarzenbach, Ella Maillart, Nicolas Bouvier. La Voie cruelle - la Voie heureuse. Voyages en Afghanistan. 09.05 - 04.11.2001.
  - Sam Shaw. 26.04 - 02.06.2001.
  - Laurence Demaison. 08.03 - 21.04.2001.
- 2000
  - Anne Delarus. Terre de Lumière. 14.12.2000 - 10.02.2001.
  - Claude Dityvon. 02.11 - 02.12.2000.
  - Inge Morath. España años 50. 18.05 - 02.07.2000.
  - Dinah Diwan. 14.05 - 18.05.2000.
  - Andreas Müeller-Pohle. 24.02 - 22.04.2000.
  - Michael von Graffenried.
- 1999
  - Leonard Freed. 02.12.1999 - 12.02.2000
  - Connie Imboden. 16.09 - 27.11.1999.
  - Olivier Mériel. 10.06 - 10.07.1999.
  - Kurt Blum et Christian Indermühle. 08.04 - 05.06.1999.
  - Jérôme Galland et Jeanne Chevalier. 02.02 - 03.04.1999.
- 1998
  - Andreas Fux.
  - Mario Cravo Neto. 10.09 - 24.10.1998.
  - Anna Halm Schädel. 28.05 - 18.07.1998.
  - Frank Horvat. 23.04 - 23.05.1998.
  - Claire de Virieu. 12.02 - 18.04.1998.
- 1997
  - Jean-Pierre Boesch. 27.10 - 08.11.1997.
  - Philipp Giegel. 16.09 - 27.11.1997.
  - Inge Morath. 08.09 - 25.10.1997.
  - Sylvia Plachy. 29.05 - 12.07.1997.

## Expositions Genève
- 2022
  - Iris Hutegger, No Wind Today, 25.08 - 24.09.2022[16].
  - Ribal Molaeb, The Resonating Chamber, 09.06 - 14.07.2022[17].
  - Albarrán Cabrera, Things Come Slowly, 24.03 - 21.05.2022[18].
  - Elliott Erwitt, Found Not Lost, 13.01 - 19.03.2022[19].
- 2021
  - FLORE, Le Temps du souvenir, 06.11 - 18.12.2021.
  - Chervine. On That Day. 02.09 - 22.10.2021[20].
  - Jacques Pugin. 10.06 - 14.07.2021.